# 秋山和夫 (教育学者)
秋山 和夫（あきやま かずお、1929年8月26日 - 2000年9月14日）は、日本の教育学者。岡山大学名誉教授。

## 来歴
1952年広島文理科大学教育学科卒、岡山大学教育学部助教授、教授、1992年定年退官、名誉教授、山陽学園大学学長。
2000年9月14日、胃癌のため死去。

## 著書
- 『岡山の教育』日本文教出版　岡山文庫　1972
- 『子育ての知恵』三省堂・子どもとおとなの出会いから 1974
- 『子どもの目が輝くとき』チャイルド本社　1980
- 『たのしい子育ての本 幼児教育ファウンデーション』東方出版・現代子ども研究 1984
- 『遊びの学習化をめざす指導 幼稚園から小学校へ』東京書籍・東書TMシリーズ 新指導要領準拠　1991
- 『幼児教育を考える22章 現代的課題を原点から問う』北大路書房　1996

### 共編著
- 『保育原理』共著　医歯薬出版・保育講座 1978
- 『教育実習』他共著　医歯薬出版　保育講座 1979
- 『幼児教育論』共編著　ミネルヴァ書房 現代の教育学　1979
- 『砂あそび』森安万亀子共編 中央法規出版 子どものあそびシリーズ　1983
- 『生活習慣』和多美知子共編 中央法規出版 子どものあそびシリーズ 1983
- 『保育方法と形態 指導法の研究』森上史朗共編著 医歯薬出版 1990
- 『教育原理』他共著 医歯薬出版 保育講座 1991
- 『主体性を育てる保育へ これからの保育を考える』大場牧夫、岡田正章、平井信義、本吉円子、森上史朗共著 世界文化社 1991
- 『保育内容総論』編著 北大路書房 教育・保育双書 1993
- 『改稿保育原理』他共著 医歯薬出版 保育講座 1994
- 『教育原理』森川直共編著 北大路書房 教育・保育双書 1994
- 『教育・保育実習』榎本和生共編著 東京書籍 新現代幼児教育シリーズ 1995
- 『教育実習』編著 北大路書房 教育・保育双書 1996
- 『岡山県の保育所五十年』監修 岡山県保育協議会編 西日本法規出版 1999

## 参考
- 『遊びの学習化をめざす指導』著者紹介
- 『人物物故大年表』